# Alemanha Ocidental nos Jogos Paralímpicos de Verão de 1976
Alemanha Ocidental participou dos Jogos Paralímpicos de Verão de 1976, que foram realizados na cidade de Toronto, no Canadá, entre os dias 3 e 11 de agosto de 1976.
Obteve 97 medalhas, das quais 37 de ouro.